# Oryzopsis sogdiana
Oryzopsis sogdiana là một loài thực vật có hoa trong họ Hòa thảo. Loài này được Grig. mô tả khoa học đầu tiên năm 1938.